# Schwarze Schwestern von Tournai
Das Kloster der Zwartzusters (Schwarze Schwestern) von Tournai war eine der sozialen Klostergründungen des Mittelalters, die sich in der Sorge um die Mitchristen bewährt hatte.
Die Gemeinschaft wurde durch einen Bürger der Stadt namens Jean de Haulte, welcher im Jahre 1361 lebte, begründet. Zunächst bei der Kirche Sainte-Catherine wohnhaft, zählten sie 1501 nicht weniger als 33 Schwestern. Doch gegen Ende dieses Jahrhunderts traten Spannungen in der Gemeinschaft auf, welche dazu führten, dass sich die ehemalige Oberin 1584 nach Lessines (Zwartzusters Lessines) zurückzog und für fünf Jahre einige Schwestern aus Mons (Augustine Soeurs Noires de Mons) übersiedelten. Schrumpften sie in dieser Zeit auch auf acht Schwestern zusammen, so zählten sie doch 1660 wieder 18 Mitglieder und erhielten als solche im folgenden Jahr sogar die Erlaubnis in ihrer Kapelle das Hochamt zu hören. Drei Jahre später wurde in der Kapelle eine Bruderschaft zu Ehren der Hl. Apollonia errichtet.
1669 mussten sie ihr Kloster verlassen und das Refugium der Benediktinerabtei Cysoing beziehen. Doch scheinen sie hier nicht lange ausgeharrt zu haben, denn bereits 1676 weihten sie in ihrem neuen Kloster an der Rue des Soeurs Noires ihre neue Kapelle zu Ehren der Hl. Ursula ein. In den nächsten Jahren gaben die Schwestern auch Unterricht und zählten 1780 nicht weniger als 40 Kostgänger. Doch waren die Tage der Gemeinschaft gezählt. Nach der französischen Machtübernahme reichten sie am 6. August 1796 das verlangte Eigentumsregister ein. Am 15. März 1797 wurde ihnen dann das Ablegen des Ordenskleides befohlen und das Kloster selbst am 14. Mai 1979 aufgehoben. Die Schwestern verließen es daraufhin am 20. Januar 1798, scheinen aber auf eine Aufforderung der Reorganisation vom 10. Mai 1807 nicht mehr reagiert zu haben.